# Jules Cotard
Jules Cotard, né le 1er juin 1840 à Issoudun et mort le 19 août 1889 à Vanves, est un neurologue et psychiatre français.

## Biographie
Il est né dans une famille décrite comme « simple et sévère ». Son père était un pasteur, imprimeur et libraire protestant.
À la faculté de Médecine de Paris, il se liera notamment avec Adrien Proust (père de Marcel Proust) et comptera au nombre de ses camarades de promotion plusieurs personnalités qui s'illustreront brillamment dans le domaine de la médecine notamment Jean-Louis Prévost, Georges Hayem (1841-1933) et Paul Regnard (1850-1927). C'est également pendant ses années d'étudiant qu'il manifeste un intérêt passionné pour la philosophie et devient l'ami d'Auguste Comte (1798-1857).
En 1864, il est nommé interne à la Salpêtrière où il travaillera sous la direction de Jean-Martin Charcot et d'Alfred Vulpian. Il s'intéresse aux corrélations anatomocliniques en pathologie cérébrovasculaire, ainsi qu'à l'atrophie cérébrale qui fera l'objet de sa thèse (1868) : il est le premier à soutenir qu'en cas d'hémiatrophie cérébrale consécutive à une atteinte périnatale, les fonctions de l'hémisphère atteint sont prises en charge par l'hémisphère indemne.
Il sert en qualité de chirurgien militaire dans un régiment d'infanterie pendant la guerre franco-prussienne de 1870. En 1871, il rejoint à Paris la clinique dirigée par le professeur Lasègue, où il aura l'occasion d'étudier de nombreux cas psychiatriques. En 1874 il s'installe en pratique privée à Vanves.
En psychiatrie, il est connu pour avoir décrit les troubles mentaux en relation avec l'hyperglycémie, mais surtout pour sa description des délires de négation d'organes dans certaines formes d’hypocondrie. Dans les formes extrêmes de ce délire auquel on donnera son nom, le syndrome de Cotard, les malades vont parfois jusqu'à nier leur propre existence.
Il rédigea le manuscrit d'un livre intitulé Lois de la formation et de l'association des idées qui malheureusement fut perdu avant d'être publié.
Il est mort à l'âge de 49 ans d'une diphtérie contractée au chevet de sa fille à laquelle il avait prodigué ses soins dévoués pendant 15 jours. La dernière de ses citations écrites, possiblement tirée de son manuscrit perdu, est la phrase suivante : « Seule la bonté universelle et l'intégrité sont capables d'établir en nous cette harmonie mentale qui conduit à la paix intérieure ».

## Postérité littéraire
Selon Pearn et Gardner-Thorpe, Jules Cotard aurait servi de modèle à Marcel Proust pour le personnage du docteur Cottard, dans À la recherche du temps perdu, À l’ombre des jeunes filles en fleur, « Autour de Madame Swann », p. 75-77), alors que selon d'autres sources, ce modèle aurait été le médecin rémois Eugène Doyen.

### Œuvres et publications
- Étude sur l'atrophie partielle du cerveau, Lefrançois (Paris), 1868, lire en ligne sur Gallica.

- Du Délire hypocondriaque dans une forme grave de la mélancolie anxieuse, [mémoire lu à la Société médico-psychologique dans la séance du 28 juin 1880], impr. de Donnaud (Paris), 1880.

- De l'Aboulie et de l'inhibition en pathologie mentale, [note présentée à la Société de psychologie physiologique, dans la séance du 19 avril 1886], impr. de A. Drouin (Le Mans) , 1887.

- Études sur les maladies cérébrales et mentales, [préface de M. le Dr Jules Falret], J.-B. Baillière et fils (Paris), 1891, lire en ligne sur Gallica.

En collaboration
- avec Jean-Louis Prévost : Études physiologiques et pathologiques sur le ramollissement cérébral, [mémoire lu à la Société de biologie dans le mois de décembre de l'année 1865],A. Delahaye (Paris), 1865, lire en ligne sur Gallica.

- avec Louis Camuset et Jules Seglas : Du délire des négations aux idées d'énormité,  Masson (Paris), 1894, rééd. L'Harmattan, Paris, 1998,  (ISBN 9782738461520).

### Études sur Jules Cotard
- Antoine Ritti : Eloge du Docteur Jules Cotard, L. Maretheux (Paris), 1894, Texte intégral.
- (en) J. Pearn, C. Gardner-Thorpe, « Jules Cotard (1840-1889). His life and the unique syndrome which bears his name », Neurology, 2002, 58, p. 1400-1403, Texte intégral .
- (en) Pearn, J. & Gardner-Thorpe, C.: «A biographical note on Marcel Proust's Professor Cottard», in  J Med Biogr, 2003, 11 (2), p. 103-106, Texte intégral.